# Lotto-Teppich
Der Begriff Lotto-Teppich bezeichnet in der Kunstgeschichte einen besonderen Typ antiker anatolischer Knüpfteppiche, die sich durch eine gemeinsame Farb- und Mustergestaltung auszeichnen. Hergestellt wurden sie im 16. und 17. Jahrhundert in Westanatolien, aber auch in Italien, Spanien, Rumelien (dem europäischen Teil des Osmanischen Reichs) sowie in England. Technische Ähnlichkeiten mit den in der Region Uşak für den Handel hergestellten Teppichen deuten darauf hin, dass die meisten „Lotto“-Teppiche aus dieser Region stammen. Auch moderne Kopien des dekorativen Teppichmusters sind bekannt.

## Herkunft des Begriffs
Der Name wurde von europäischen Kunsthistorikern des 19. Jahrhunderts geprägt: Reich gestaltete islamische Teppiche gelangten seit dem 14. Jahrhundert in großer Zahl als Handelsware nach Westeuropa und übten auf die Maler der Renaissance großen Einfluss aus. Als europäische Kunstwissenschaftler gegen Ende des 19. Jahrhunderts anfingen, sich mit Orientteppichen als bedeutenden Erzeugnissen der islamischen Kunst auseinanderzusetzen, waren nur wenige erhaltene antike Teppiche bekannt. Daher konzentrierte sich die Forschung anfänglich auf die in Gemälden der Renaissancezeit abgebildeten Teppiche. Zur Klassifizierung der verschiedenen Teppichstile und zur leichteren Verständigung bediente man sich der Namen der Renaissancemaler, auf deren Gemälden man die Teppiche abgebildet fand. Ursprünglich wurden die Teppiche als „kleingemusterte Holbein-Teppiche vom Typ II“ eingeordnet. Hans Holbein der Jüngere hat jedoch selbst nie einen solchen Teppich gemalt. Der norditalienische Maler Lorenzo Lotto (1480–1557) hat einen solchen Teppich in seinem Bild „Die Almosen des St. Antonius“ abgebildet; sein Name hat sich daher für den Teppichtyp im kunsthistorischen Sprachgebrauch durchgesetzt.

## Mustergestaltung

### Feldmuster
Das Feld eines Lotto-Teppichs hat meist einen roten Grund und ist mit leuchtend gelben Gabelblatt- und Blütenornamenten ausgestattet. Darauf liegt ein Rapportmuster aus geometrischen, kreuzförmigen, oktogonalen oder rautenförmigen Ornamenten, die in waagerechten Reihen senkrecht gestaffelt angeordnet sind. Teppiche unterschiedlichen Formats bis zu 6 m² sind erhalten. Charles G. Ellis unterscheidet drei Hauptgruppen des „Lotto“-Musters: den „anatolischen“, „Kelim“- und den „ornamentalen“ Stil. Das Muster entstand nach Ellis wahrscheinlich, indem eine ursprünglich kurvilineares Vorbild an die Technik des Teppichknüpfens mit symmetrischen Knoten angepasst wurde, die sich eher für rektilineare, geometrische Gestaltung eignet.
„Lotto“-Teppichmuster weisen nur wenige Gemeinsamkeiten mit den dekorativen Mustern und Ornamenten auf, die man auf anderen Gegenständen der osmanischen Kunst sieht. Briggs zeigte Ähnlichkeiten zwischen diesen beiden Teppichtypen und solchen, die auf timuridischen Buchilluminationen abgebildet sind. Die Mustertradition der „Lotto“-Teppiche könnte somit auf die Timuridenzeit zurückgehen.

### Bordürenmuster
Während das charakteristische Feldmuster weitgehend unverändert blieb, veränderte sich die Gestaltung des Bordürenmusters im Lauf der Zeit, so dass es zur Altersbestimmung eines „Lotto“-Teppichs herangezogen werden kann: Die frühesten und seltensten Teppiche des „Lotto“-Typs weisen ein geometrisches Bordürenmuster auf, das aus einem kalligrafischen Flechtband in Weiß auf blauem Grund ausgeführt ist und aus einer Abfolge wiederholter, langer und kurzer pfeilspitzenartiger Ornamente besteht. Die Ligaturen der vertikalen Elemente enden in abgeschrägten Spitzen. Aufgrund ihrer Ähnlichkeit mit den Buchstaben alif und lām der Kufi-Schrift wird dieses Bordürenmuster „kufisch“ genannt, oder „pseudo-kufisch“, wenn keine Ähnlichkeit mit Schriftzeichen erkennbar ist. Diese beiden Buchstaben sollen eine Kurzform des Wortes „Allah“ darstellen. Das „alif-lām“-Motiv findet sich schon auf anatolischen Teppichen aus der Eşrefoğlu-Moschee in Beyşehir, die aus dem 13. Jahrhundert stammen.
Ein weiterer Entwicklungsschritt in der Mustergestaltung des „Lotto“-Teppichs ist die Umformung des Bordürenornaments zur sogenannten „geschlossenen“ kufischen Bordüre. Die geometrische Bordüre wird nun vereinfacht und kompakter dargestellt, das Schriftmotiv erscheint stärker verflochten, die Ligaturen ragen weniger stark hervor. Diese Bordürengestaltung findet sich auch in anderen Teppichtypen wie in den kleinmustrigen „Holbein“-Teppichen, die ebenfalls in der Region um Uşak hergestellt und nach Europa exportiert wurden.
Noch spätere Teppiche vom „Lotto“-Typ weisen verschiedene Bordürenmuster auf, die auch von anderen Teppichtypen bekannt sind. Beispielsweise war das sogenannte „zackige Palmettenmuster“ ab dem 17. Jahrhundert weit verbreitet und erscheint in einem westeuropäischen Gemälde erstmals in Caravaggios Abendmahl in Emmaus von 1601.
Gegen Ende des 17. Jahrhunderts kennzeichnen die einfachen „Kartuschen“-Bordüren ebenso wie die Feldgestaltung, die nur noch einen Ausschnitt des Kreuz-und-Oktogon-Musters mit standardisierter Ornamentgröße wiedergibt, eine Massenproduktion. Wohl in Zusammenhang mit dem nachlassenden Interesse des europäischen Marktes verschwindet das Lotto-Muster; nach dem 17. Jahrhundert finden sich keine Teppiche mit Lotto-Muster mehr.

## Europäische Kunstgeschichte
Teppiche des „Lotto“-Typs werden in Italien erstmals seit 1516, in Portugal etwa ein Jahrzehnt später, und in Nordeuropa einschließlich Englands während der 1560er Jahre erstmals abgebildet. Bis in die 1660er Jahre erscheinen sie noch auf Gemälden, besonders in der niederländischen Malerei. Sie waren vor allem in Zentraleuropa beliebt als Votivgaben, zahlreiche Exemplare befinden sich unter den Siebenbürger Teppichen. Die Sammlungen der Margarethenkirche in Mediaș sowie der Schwarze Kirche von Brașov in Rumänien besitzen – neben weiteren Siebenbürger Wehrkirchen – die größte Zahl dieser Teppiche in Europa. Das Museo Nazionale del Bargello, das Metropolitan Museum of Art in New York, sowie das Saint Louis Art Museum bewahren gut erhaltene „Lotto“-Teppiche auf.